# Wolfgang Hofer
Wolfgang Johannes Hofer (né le 17 février 1950 à Linz), plus connu sous le nom de chanteur de Wolfgang, est un auteur-compositeur-interprète de schlager autrichien.

## Biographie
Lycéen, il écrit et compose des chansons et monte un groupe folk. Étudiant en ingénierie des communications, il est remarqué par Evamaria Kaiser (de), présentatrice de l'ÖRF. Il sort en 1970 un premier disque, Ein Foto von Christina. Il publie ensuite Abraham (Das Lied vom Trödler), chanson qu'il a écrite et composée. Elle devient numéro un des ventes la même année. Il a aussi un rôle dans le film Die tollen Tanten schlagen zu (de).
Cependant il n'arrive pas à maintenir le succès et arrête sa carrière de chanteur à la fin des années 1970. Par ailleurs, il compose des chansons pour, entre autres, Margot Werner (de) et Wencke Myhre. Il met en musique une centaine de textes d'Udo Jürgens.
Hofer travaille également sur des bandes originales pour la télévision, la publicité et le théâtre. 